# 北澤興一
北澤 興一（きたざわ こういち、1937年（昭和12年） - ）は、日本の建築家。長野県生まれ。
1955年（昭和30年）、長野県飯田長姫高等学校建築科卒。1960年（昭和35年）、工学院大学工学部建築学科卒。1961年（昭和36年）、工学院大学建築計画専攻課程修了（天野太郎研究室）。1961年（昭和36年） - 1971年（昭和46年）、レーモンド建築設計事務所に勤務、アントニン・レーモンドに師事。 軽井沢分室（アントニン・レーモンド新スタジオ）現在の所有者。
校舎建築に際しては、「児童が喜ぶ施設を造る」を心がけている。

## 主な作品
妻が宮城県河北町（現・石巻市）出身だった縁で、河北町内で16の建築物の建築・改修に携わった。
- 鶴鳴女子高等学校校舎・体育館
- 河北町庁舎[1]
- 石巻市立河北中学校（旧・河北町立河北中学校）[1]
- 石巻市立大川小学校（旧・河北町立大川小学校）[1]
- 河北町立飯野川小学校
- 河北町立二俣小学校
- ハワイ国際会議場[1]
- 札幌市立大谷地小学校

など